# Keats Island
Keats Island ist eine der kleineren dauerhaft bewohnten Inseln im Howe Sound in British Columbia. Die Insel gehört zum Sunshine Coast Regional District und liegt zwischen Gibsons an der Sunshine Coast sowie Bowen Island. Keats Island ist weitgehend mit dichtem Wald bedeckt. Es finden sich nur wenige kleine Wiesenflächen. Wie bei den meisten Inseln im Howe Sound ist der Boden sehr felsig und nur dünn mit Erde bedeckt.
Offizielle Ortschaften oder Gemeinden gibt es auf der Insel nicht. Schwerpunkte der Besiedlung sind die beiden Anlegestellen, Keats Landing im Westen sowie Eastborne im Osten der Insel. Auf der Insel leben rund 80 Menschen ganzjährig. Zahlreiche weitere Kurzzeitbewohner kommen jedoch in den Sommermonaten oder an den Wochenenden hinzu.
An der Westküste von Keats Island liegt mit dem Plumper Cove Marine Provincial Park einer der ältesten Marine Provincial Parks von British Columbia. Außerdem liegt die Insel im Bereich des im September 2021 neu eingerichteten Biosphärenreservat Átl'ka7tsem/Howe Sound, einem der drei UNESCO-Biosphärenreservate in der Provinz.

## Geschichte
Zur Zeit ihrer Entdeckung durch europäische Entdecker war die Insel Jagd- und Siedlungsgebiet der Sechelt und der Squamish.
Mit der spanischen Erkundung der amerikanischen Westküste wurde diese Bucht im Jahr 1791 erstmals kartografiert. Bei der anschließenden englischen Erkundung durch Kapitän George Vancouver im Jahr 1794 wurde sie dann nach dem Vizeadmiral der britischen Royal Navy Sir Richard Keats benannt.

## Verkehr
Keats Island wird mehrmals am Tag mit einer kleinen Personenfähre vom Langdale Ferry Terminal bei Gibsons angefahren. Diese Personenfähre bedient auf ihrer Tour auch Gambier Island und wird nicht durch BC Ferries, sondern in ihrem Auftrag durch eine andere Gesellschaft betrieben. Die Gesamtfahrzeit beträgt etwa 30 Minuten.